# Makalata
Makalata (Husson, 1978) è un genere di roditori della famiglia degli Echimiidi.

## Etimologia
L'epiteto generico deriva dalla parola maka alata con la quale alcune popolazioni del Suriname identificano i ratti spinosi.

## Descrizione

### Dimensioni
Al genere Makalata appartengono roditori di medie e grandi dimensioni, con lunghezza della testa e del corpo tra 170 e 264 mm, la lunghezza della coda tra 160 e 250 mm e un peso fino a 405 g.

### Caratteristiche craniche e dentarie
Il cranio è lungo, stretto e presenta un rostro corto e sottile, la bolla timpanica è moderatamente rigonfia. Gli incisivi inferiori non sono particolarmente ricurvi, i molari hanno la corona bassa ed hanno quattro radici, hanno forma rettangolare, le linee alveolari sono parallele.
Sono caratterizzati dalla seguente formula dentaria:

### Aspetto
L'aspetto è quello di un grosso ratto con il corpo allungato e gli arti brevi, ricoperto di una pelliccia ruvida cosparsa di peli spinosi. Le parti dorsali variano dal bruno-rossastro al bruno-giallastro vistosamente striato di nero. Le orecchie sono piccole. I piedi sono corti e larghi, la loro pianta è provvista soltanto di cuscinetti carnosi ma priva di piccoli tubercoli. La coda è lunga circa quanto il corpo e può essere priva di peli o cosparsa di setole. Le femmine hanno due paia di mammelle laterali, occasionalmente affiancate da un terzo paio apparentemente non funzionale.

## Distribuzione
Si tratta di animali arboricoli diffusi nel bacino amazzonico, dall'Ecuador e Perù orientali fino al Brasile  orientale e sull'isola di Trinidad.

## Tassonomia
Il genere comprende 2 specie.
- Makalata didelphoides
- Makalata macrura